# 司諫院
司諫院（サガンウォン）は、李氏朝鮮における官府。朝鮮王に諫言し、政治の非を論駁する職務を管轄する。

## 概要
太宗治世中に戸曹からの建議を受けての朝鮮通宝の鋳造事業着手に対し、司諫府が楮貨の流通を阻害するとの意見を出し、太宗治世中での朝鮮通宝鋳造が見送られるということがあった。
司憲府、弘文館とともに三司と呼ばれる。司憲府と総称して台諫と呼ばれ、司憲府とともに政争の際には政権側の政敵攻撃に貢献する一方、士林派の地盤ともなった。
官職は正三品の大司諫、従三品の司諫、正五品の献納、正六品の正言がある。
大司諫は世祖治世中(1455年7月25日 - 1468年9月22日)に司諫大夫が改称されたものである。
燕山君(1494‐1506年)時には経筵と共に廃され、国内の儒教最高教育機関成均館も遊戯場にされた。